# Rousong
Le rousong (肉松, 肉鬆) ou yuk sung (魚鬆) est une préparation de viande séchée dont la texture légère et duveteuse fait penser à du coton. Il est originaire de Chine. On parsème le rousong sur de nombreux mets, notamment le congee, le tofu et le lait de soja salé. On l'utilise pour farcir divers petits pains et pâtisseries. On peut aussi le consommer en tant que snack, tout seul. Le rousong est un élément très populaire des cuisine chinoise, cuisine taïwanaise, cuisine cambodgienne, cuisine malaisienne et cuisine indonésienne.

## Préparation
Le rousong est préparé en laissant mijoter des morceaux de porc dans un mélange de sauce soja sucrée, gingembre, cébette et graines de sésame, jusqu'à ce que chaque fibre du muscle puisse être effilochée facilement à l'aide d'une fourchette. Cela se produit lorsque le collagène qui maintient les fibres du muscle est transformé en gélatine. La viande effilochée est ensuite égouttée et séchée dans un four. Après ce léger séchage, la viande est écrasée et malaxée tout en étant chauffée sans huile dans un grand wok jusqu'à devenir presque complètement sèche. Des assaisonnements supplémentaires sont habituellement ajoutés alors que le mélange est en train de se dessécher et frire. On obtient un kilogramme de rousong à partir de cinq kilogrammes de viande.

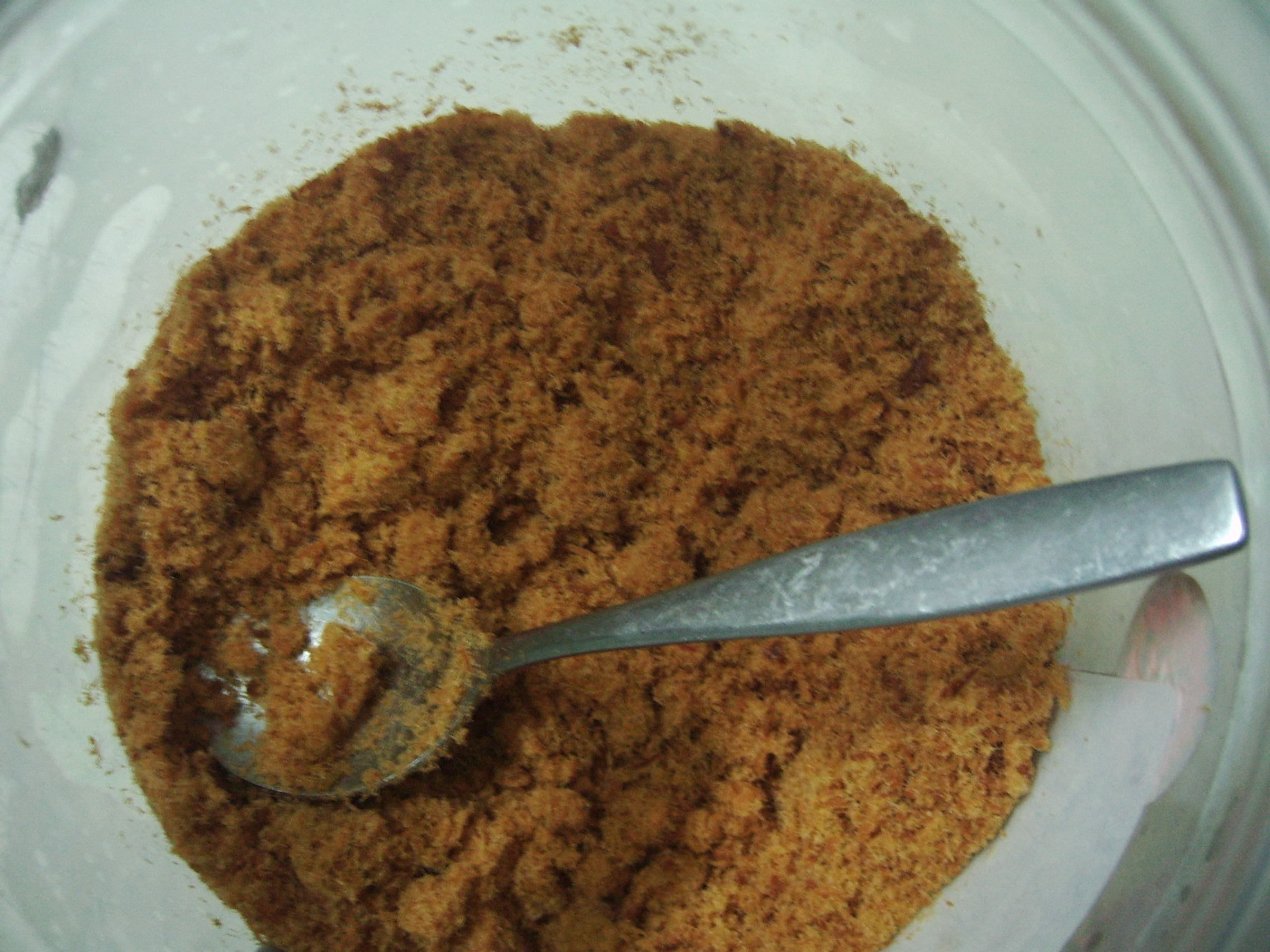
Le poisson effiloché est grillé pour ressembler à son équivalent préparé à base de viande.

Le poisson peut aussi être effiloché (魚鬆 ; yú sōng), bien que l'étape de mijotage ne soit pas nécessaire car la chair de poisson contient peu de collagène et d'élastine.
Il existe un produit très proche appelé ròufǔ (肉脯 ; pe̍h-ōe-jī : bah-hú) qui est moins broyé que le rousong mais a une texture plus fibreuse.

## Asie du Sud-Est

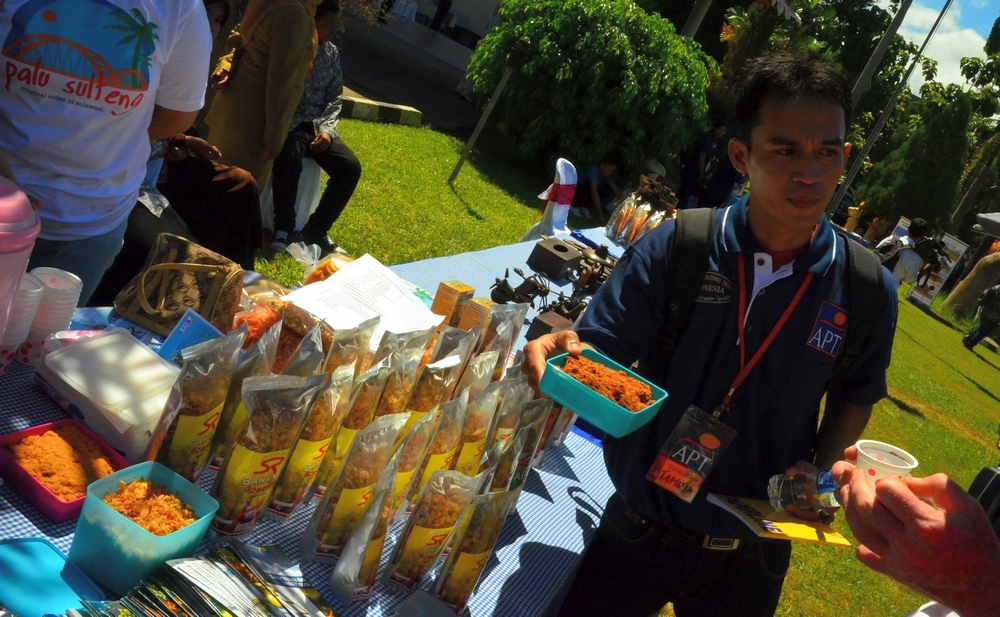
Bœuf effiloché en vente à Sulawesi (Indonésie).

En Indonésie, pays majoritairement musulman, le bœuf effiloché est la version la plus populaire, et le produit obtenu est couramment appelé abon.
En Malaisie, les musulmans préparent et consomment aussi ces effilochures de poulet ou de bœuf qu'ils appellent serunding. C'est un mets populaire durant le ramadan et l'Eid al-Fitr.
Au Cambodge, on l'appelle sach chruok phat (សាច់ជ្រូកផាត់) ; il entre dans la préparation du nom banhsong (នំបាញ់ស៊ុង), d'épais vermicelles tendres de riz fermenté au lait de coco et nems.

## Autres versions
Au Nigeria, au Niger et au Cameroun, dans la cuisine haoussa à majorité musulmane, un mets semblable au rousong, le dambu nama est fait de bœuf broyé et séché. Il est frit et on y ajoute beaucoup d'épices au cours de sa préparation.
Au Viêt Nam, on prépare le chà bông avec du porc, du poulet ou des crevettes préalablement mijotés dans un mélange de nuoc-mâm, d'ail et de sucre.